# 우문직
우문직(宇文直, ? ~ 574년)은 중국 남북조 시대 북주(北周)의 황족이며, 우문태(宇文泰)의 6번째 아들이자 우문육(宇文毓), 우문각(宇文覺)의 이복동생이며 우문옹(宇文邕)의 동생이다.

## 생애
우문호(宇文護)와는 좋은 관계를 유지했으나 진(陳)에게 패한 뒤 우문직의 관직이 박탈되면서 둘 사이의 관계가 틀어졌으며, 이에 우문직은 우문옹(宇文邕)의 지시로 572년 우문신거(宇文神擧), 왕궤(王軌), 우문효백(宇文孝伯) 등과 함께 우문호를 주살하였다. 그 공으로 대사도(大司徒)에 임명되었으며, 위공(衛公)에서 위왕(衛王)으로 승진하였다.
하지만 우문헌(宇文憲)을 시기해 모함을 하는 등 조정 내 분란을 일으켰으며, 우문옹과 함께 사냥을 하던 도중 만행을 부려 우문옹에게 벌을 받은 것으로 인해 우문옹에게 앙심을 품게 되었다. 결국 574년 우문옹이 자리를 비운 사이 반란을 일으켰으나 이내 진압되었으며, 서민으로 강등된 뒤 별궁에 감금되었다가 살해당했다.